# Демонизација Срба
Демонизација Срба или сатанизација Срба била је систематска, планска и намерна демонизација српског народа која је била спровођена у западним медијима као пропагандна техника током ратова у бившој Југославији. Срби су бивали окарактерисани као нацистички агресори који су били најзаслужнији за избијање ратова у СФР Југославији. Срби су бивали приказивани као геноцидни народ, називан „зверима” и „чудовиштима”.
Кампања је почела у Немачкој 1991. и настављена је тиме што су хрватска и муслиманска страна ангажовале ПР агенције (попут Рудер Фин) за потребе њихових пропагандних кампања.
Демонизација Срба значајно је обрађена у бројним делима. Многи аутори су критиковали демонизацију Срба. Појединци су такве активности називали расизмом, док су други критичари наглашавали чињеницу да је демонизација супротстављене ратне стране и њеног друштва и власти типична ратна стратегија коју је тешко избећи током савремених ратова, јер би у супротном већина друштава земаља које врше демонизацију биле супротстављене војним акцијама своје земље. Поједини аутори негирају постојање демонизације Срба тврдећи да је у питању збир теорија завере које су измислили екстремни српски националисти или да је у питању само другачије мишљење.

## Позадина
Генерално се сматра да је демонизација Срба оркестрирана од стране западних медијских мрежа током ратова деведесетих, са тим да поједини аутори сматрају да је процес отпочео и раније. Између 1987 и 1991 и пада Берлинског зида и почетка распада Југославије, политички представници сваке од водећих етничких група у Југославији су заступали националистички дискурс, свакодневно демонизујући „другу” заједницу.

## Ратови у Југославији
Према тврдњи Ненада Перића кампања демонизације Срба отпочела је у Јулу 1991. низом објављених чланака у немачким издавачким кућама које су свакодневно објављивале описе Срба као "милитантних Бољшевика за које нема места у европској заједници" 
Кампања је настављена тиме што су хрватска и муслиманска страна ангажовале америчке ПР компаније у сврху креирања пропагандних кампања. Демонизација противника је врста ратне стратегије коју су спроводиле професионалне ПР компаније (попут Рудери Фин), током распада Југославије и југословенских ратова. Када су Словенци, Хрвати, Бошњаци и Македонци одлучили да напусте Југославију на почетку деведесетих, Срби су били дехуманизовани и демонизовани од стране медија на Западу. Демонизација је успешно представљала Србе као најодговорније за југословенски ратове у медијима на Западу.
Новинарство је имало важну улогу у распаду Југославије, посебно у успешној сатанизацији Срба.  Масовни медији су регуларно демонизовали Србе који су били представљени као изразито геноцидни понекад описивани као "звери" и "чудовишта". Након што су демонизовани у медијима, Срби су били демонизовани и у очима америчких грађана и власти. Иако је демонизација Срба заједно са санкцијама уведеним Србији створила потребу за националним јединством, Милошевићева странка је постепено губила подршку грађана Србије и почевши са 1992. била је приморана да формира мањинске владе са другим странкама јер је остваривала око 20% подршке грађана.
Током ратова деведесетих злочини су били почињени од стране свих страна. У случајевима када су починиоци злочина били Срби или српски екстремисти, медији са Запада су оптуживали читаву српску нацију уместо да користе прецизну терминологију попут ”српски екстремисти”, са циљем да се представи слика да је српска нација у конфликту са читавим светом. Демонизација српских националиста је била истовремено праћена умивањем хрватских националисти предвођених Туђманом као и муслиманских националиста чији је лидер био Алија Изетбеговић. Влада Савезне Републике Југославије је апеловала против демонизације Срба као нације. Светозар Вукмановић Темпо је наглашавао да је демонизација Срба била изговор за увођење санкција УН против Срба и Србије како би се земља изоловала од света.

## Рат на Косову и Метохији
Бивши југословенски министар спољних послова Живорад Јовановић оценио је да се сатанизација Срба посебно повећала током преговора из Рамбујеа са циљем да се Срби представе као "негативци" који су одговорни за опструкцију преговора  са Албанцима, "добрим момцима".
Демонизација народа с почетка деведесетих замењена је демонизацијом Слободана Милошевића. С почетком НАТО бомбардовања Југославије, овај пропагандни образац морао је да се модификује да би поново укључивао српске људе који су изабрали свог вођу.
Медији из САД редовно приказују сукобе који укључују њихову земљу као борбу између добра и зла, а вођу противника приказују као ђаволску инкарнацију. У случају напада НАТО на Југославију, НАТО пропаганда демонизује Србе и председника Србије Слободана Милошевића представљајући напад НАТО-а на Југославију као рат између НАТО-ових хуманитарних снага и сатанистичких југословенских снага на челу са Милошевићем који је представљен као Хитлер. У раним фазама НАТО бомбардовања Југославије Гардијан објављује текст који је оштро демонизовао Србе и представио већину њих као "правно и морално неспособне" за обављање сопствених послова, тако да њихова држава мора бити стављена под притвор. Један од главних разлога да је група људи из свих делова света основала „Међународни комитет за одбрану Слободана Милошевића“ је оно што су називали непревазиђеном демонизацијом српског народа. Чланови и присталице овог одбора били су бројни научници и интелектуалци, укључујући људе као што су Клаус Хартман, Петер Хандке, Рамзи Кларк и многе друге.
Демонизација Срба и Милошевића од стране медија у САД и европским НАТО чланцима је била испраћена демонизацијом НАТО организације у Србији.

## Критике
Док неки аутори сматрају да је демонизација непријатеља неопходна у ратовима модерне ере, други сматрају да је било какав облик етничке демонизације неприхватљив и да је потребно одбацити демонизоване слике Срба не зато што би их требало идеализовати, већ оспорити пристрасну пропаганду која је била оправдана НАТО бомбардовањем..
Многи стипендисти (попут Чандлера, Вудворда, Бурга, Хајдена, Шоупа, Ленарда Коена или Кента) побијали су демонизацију представљену у практично свим главним извештајима периода као што су текстови које су написали Јуда, Нордланд, Гутман или Кохен објављени у Newsweek, The Times, The New York Times или Time. Патрик Бесон је веровао да је највећа концентрација противника сатанизације Срба била у Француској. Британски историчар Џереми Блек је био против праксе демонизације супротстављеног друштва и његове владе коју је тешко избећи у савременим ратовима и нагласио да већина модерних људи не жели да прихвати било какво оправдање „мање од холокауста“, објашњавајући „Срби су као Нацисти и зато морамо деловати "аргумент коришћен током кризе 1999. године о Косову.". Неки аутори су критиковали левичарске стипендисте јер оспоравају кривицу Слободана Милошевића, наводећи њихова дела као теорије завере, приписујући им приступ „непријатељ мог непријатеља је мој пријатељ“ (јер се Милошевић опирао америчком империјуму). Неки аутори проналазе дискурс прикривене демонизације Срба који су их приказивали као агресивне експанзионисте заправо имали расистички тон. Српска сатанизација је последица неуравнотеженог става добра и зла према сукобљеним странама у југословенским ратовима. Родни Аткинсон нагласио је да пристрасни текстови у британској штампи стварају мит о томе да су Срби „националисти“. Демонизација Срба као неизлечиво националистичка док је Милошевић само реаговао на њихову опсесију доживљавала се као превелико поједностављивање стварности.

## Контроверзе
Постоје аутори који верују да демонизација Срба припада само-виктимизацији као дискурсу екстремних српских националности, као и да је процес демонизација ишао у обрнутом правцу због тога што су Срби измислили завере против самих себе и последично демонизовали читав свет, са изузетком неколико земаља које су сматрали за пријатељске. Сабрина П. Рамет сматра да починиоци масакра могу да користе демонизацију као користан инструмент за представљање себе као жртве и одржавање позитивне слике о себи. Марко Атила Хор наглашава да је ”демонизација Срба” заправо била разноликост мишљења која оптужују „леве ревизионисте“ за „демонизовање медија“. Неки аутори одбацују наводе о „демонизацији” Срба као фантазији народа који је одговоран због потцењивања круелности и бруталности српског национализма и за  omission to protect victims of Serb aggressiveness. Колумниста Њу Јорк Тајмса Роџер Коен сматра да су наративи по којима се десила демонизација Срба ништа друго до маневри да се скрене пажња јавности јавности током Југословенских ратова са циљем да се Срби уместо агресора представе као жртве.

## Последице
У јануару 2000, шест месеци након краја Рата на Косову, Војислав Коштуница је изјавио да су Срби стигматизовани до те мере да ће последице демонизације Срба преостати и након пада Милошевића и након што све санкције Југославији буду укинуте. Загорка Голубовић објашњава да су поједини Срби били били посрамљени да се изјашњавају као припадници српског народа, иако су били поносни на своју националност, као последица демонизације Срба. Пошто је демонизација Срба настављена у независној Хрватској, многи млађи Срби су одлучили да постану Хрвати и пређу на римокатоличку веру. Неки Срби из Хрватске су мењали и имена како би звучала више хрватски. Током 2008 Добрица Ћосић је изразио бригу за српску децу и будуће генерације због мржње и омражености која је усмерена на Срба као производ сатанизације народа. Данко Поповић сматра да је интензивна сатанизација Срба и Србије довела до тога да се Срби осећају инфериорније у односу на друге народе.
Током једностраног проглашења независности косовске независности 2008. напади на српску нацију су поново били кориштени, док је спор рутински представљан у маниечанским терминима.
У април 2013. током тематске дебате у УН, Председник Србије Томислав Николић је изјавио да је демонизација Срба током претходних 20 година спречавала развој различитих интерпретација о догађајима из прошлости.
У Јуну 2013 Скупштина Републике Српске усвојила је декларацију у којој стоји да је недостатак избалансираног и објективност приступа свих учесница у конфликту у Босни и Херцеговини био основа за многе форме сатанизације Срба.
Социолог професор Владимир Вулетић сматра да је демонизација Срба у Холивуду допринела стварању стереотипа о српској нацији. Вулетић наглашава да та су такви стереотипи инспирисали појединце који су хтели да се идентификују са „лошим момцима” за чињење злочина (попут напада у Норвешкој и напада у у џамији на Новом Зеланду), иако починитељи нису знали ништа о том периоду историје или имали било какве везе са Србима.